# Mirtoviči
Mirtoviči so naselje v Občini Osilnica.